# Городоцька височина
Городоцька височина (біл. Гарадоцкае ўзвышша) — височина на північному-сході Білорусі, в Вітебському, Ліозненському і Шумилінському районах Вітебської області. Площа 3,3 тисячі км².
Межує з Вітебської височиною, Суразькою і Полоцькою низовинами. На півночі відгір'я Городоцької височини заходять на територію Росії.
Протяжність з півночі на південь 60-70 км, із заходу на схід 40-45 км. Максимальна висота 259 м над рівнем моря. Піднята над сусідніми низовинами на 100 м.
Поверхня — система кінцево-моренних гряд довжиною 8-10 км, шириною 2-3 км, розділених глибокими річковими долинами, западинами і улоговинами. Зустрічаються камові пагорби висотою до 20 м. 
Основні річки: Оболь з Усисою, Чернявкою, Чернуйкою; Овсянка, Лужеснянка (басейн Західної Двіни), на сході річка Ловать. Найбільші озера: Єзеріще, Лосвідо, Кошо, Вимно, Зароново. 
Під ріллею близько 25 %, під лісом до 30 % території. Ліси ялинові, похідні березові, осикові, сіровільхові. 